# Hesseplaats (stacja metra)
Hesseplaats – stacja metra w Rotterdamie, położona na linii B (żółtej). Została otwarta 19 kwietnia 1984. Stacja znajduje się w Ommoord, w dzielnicy Prins Alexander.